# Ephesia amaura
Ephesia amaura är en fjärilsart som beskrevs av Franz Dannehl 1933. Ephesia amaura ingår i släktet Ephesia och familjen nattflyn. Inga underarter finns listade i Catalogue of Life.